# Вало Торинезе
Ва̀ло Торинѐзе (на италиански: Vallo Torinese; на пиемонтски: Val, Вал) е село и община в Метрополен град Торино, регион Пиемонт, Северна Италия. Разположено е на 508 m надморска височина. Към 1 януари 2020 г. населението на общината е 792 души, от които 38 са чужди граждани.